# SITA (afvalverwerking)
SITA (vroeger Société industrielle de transport automobile) was een internationaal bedrijf met Franse roots, gespecialiseerd in afvalinzameling en -verwerking. SITA is in 2017 volledig opgegaan in het Franse SUEZ. SITA had vestigingen in Europa, Noord-Amerika, Oost-Azië en Australië. In Nederland was SITA actief als SITA Nederland. De naam van SITA Nederland werd SUEZ Recycling and Recovery Netherlands.

## Geschiedenis
SITA werd in 1919 opgericht om de ophaling van het huisvuil in Parijs te moderniseren en stijgende hoeveelheid huisvuil in Parijs het hoofd te bieden. SITA werd in 1971 overgenomen door de Societe Lyonnaise des Eaux et de l'Eclairage en werd zo in 1997 een deel van de SUEZ-groep. Het Franse Sita International Services kocht in 1998 de belangen buiten Noord-Amerika van het Amerikaanse BFI (Browning Ferris Industries) waarmee SITA de grootste Europese afvalverwerker werd. Na de fusie van SUEZ met Gaz de France, werden de milieu-activiteiten (afvalverwerking en waterzuivering) afgesplitst naar het nieuwe bedrijf Suez Environnement. Aldus werd SITA een onderdeel van Suez Environnement. De elektriciteitsproductie bleef onder GDF Suez, later hernoemd naar Engie.

## SITA Nederland
SITA Nederland was de Nederlandse vestiging van de SITA-Groep, later deel uitmakend van het Franse bedrijf Suez Environnement. Engie (vroeger Suez geheten) heeft nog steeds een controlerend minderheidsbelang van 35% in Suez Environment. SITA Nederland is in juni 2001 ontstaan uit twee bedrijven: BFI (dat overgenomen werd door SITA) en Watco (reeds eigendom van Suez Environnement via Tractebel). Hierop werden beide bedrijven geïntegreerd. BFI is van oorsprong een Amerikaans bedrijf dat via overnames een voet op de Nederlandse markt zette toen de afvalmarkt geliberaliseerd werd.
Activiteiten in Nederland zijn onder andere het inzamelen van huisvuil en bedrijfsafval, herverwerking van papier- en kartonafval en het verwerken van gevaarlijk afval, dat bij de consument bekendstaat als klein chemisch afval. Hiernaast is het bedrijf actief op het gebied van grondsanering, rioolreiniging en -inspectie en afvalverbranding. In 2013 verwerkte SITA Nederland ongeveer 2.000.000 ton bedrijfsafval en bijna 600.000 ton huishoudelijk afval. Verder werd ruim 150.000 ton gevaarlijk afval verwerkt.

### Vestigingen SITA in Nederland
Het bedrijf had circa 50 vestigingen in Nederland en telde ruim 2000 personeelsleden. In de volgende plaatsen waren er vestigingen:
- Almelo
- Alphen aan den Rijn
- Amsterdam
- Apeldoorn
- Arnhem (hoofdkantoor)
- Blerick
- Delft
- Doetinchem
- Dordrecht
- Duiven
- Emmen
- Gouda
- Gorinchem
- Groningen
- Heerenveen
- Helmond
- Hengelo
- Hoorn
- Krimpen aan de Lek

- Leeuwarden
- Leusden
- Maastricht
- Nieuwdorp (Vlissingen-Oost)
- Roosendaal
- Rotterdam
- Schiedam
- Soesterberg
- Terneuzen
- Utrecht
- Veendam
- Venlo
- Vijfhuizen
- Waalwijk
- Weurt
- Oss
- Zuidwolde